# ソウル市庁駅交差点車両突進事故
ソウル市庁駅交差点車両突進事故（ソウルシチョンえきこうさてんしゃりょうとっしんじこ）は、2024年7月1日21時27分頃、大韓民国ソウル特別市中区市庁駅近くの交差点で車が歩道に突進して起きた交通事故。

## 概要
68歳の男性運転者が交通停止中に車をひっくり返し、他の2台の車と衝突した。その後、車は縁石を飛び越え、ガードレールを破壊し、隣接する横断歩道と歩道を横切り、横断歩道に立っていた歩行者に衝突した。
当局は、事故当時、運転手がアルコールや薬物の影響を受けず、過失致死の疑いで捜査中だと明らかにした。現地メディアは、犯人が安山市のベテランバス運転手だと報じた。
車の運転手は急発進を主張した。

## 反応
韓国の尹錫悦大統領は、行政安全部長官と消防庁長に緊急命令を出し、犠牲者の救助と治療に最優先で取り組むよう指示した。